# Dolmen von Penhap
Der Dolmen von Penhap (auch Dolmen von Boglieux, Pierre du Sacrifice oder Men Houzigiannet genannt) liegt auf der Île-aux-Moines (deutsch „Insel der Mönche“) im Golf von Morbihan im Département Morbihan, in der Bretagne in Frankreich. Der Dolmen ist der einzig erhaltene einer Reihe von Anlagen, die von einem 80 m langen völlig abgetragenen Cairn bedeckt waren. Dolmen ist in Frankreich der Oberbegriff für Megalithanlagen aller Art (siehe: Französische Nomenklatur).
Die Île-aux-Moines ist mindestens seit dem Neolithikum (ggf. zu dieser Zeit noch keine Insel) bewohnt. Beleg dafür sind die vier Dolmen von Kerno, Perhap und Pen-Nioul an der Pointe de Nioul, ein Menhir bei Brouel und der Cromlech von Kergonan. Der Nordwest-Südost orientierte Dolmen von Penhap ist der am besten erhaltene der Insel. Er hat auf zwei Steinen stark erodierte Felsritzungen, die als Darstellungen einer Muttergöttin interpretiert werden.
Die Megalithanlage hat einen etwa 3,0 m langen, 1,2 m breiten und 1,0 m hohen Gang aus sechs Tragsteinen und einem erhaltenen Deckstein, der koaxial in eine polygonale Kammer mündet. Die aus neun Tragsteinen und einem allseits überstehenden großen Deckstein von 4,7 × 3,8 m bestehende Kammer ist 1,8 m hoch, etwa 3,0 m breit und zwischen 2,0 und 2,5 m tief.